# Haloclava chinensis
Haloclava chinensis is een zeeanemonensoort uit de familie Haloclavidae.
Haloclava chinensis is voor het eerst wetenschappelijk beschreven door Carlgren in 1931.